# 帕尔马斯-阿尔博雷阿
帕尔马斯-阿尔博雷阿（義大利語：Palmas Arborea），是意大利撒丁大区奥里斯塔诺省的一个市镇。总面积39.32平方公里，人口1490人，人口密度37.9人/平方公里（2009年）。ISTAT代码为095039。